# Klidémosz
Klidémosz (i. e. 4. század) görög költő.
Életéről semmit sem tudunk. Egyetlen munkájának töredékei maradtak fenn. A mű maga három részből állt: „Protogonia”, „nostoi” és „exégétikon”. Egyes ókori források szerint ő volt az első attisz-író.